# 별 (2003년 영화)
"별"은 2003년에 개봉한 대한민국의 영화이다.

## 캐스팅
- 유오성 : 영우 역
- 박진희 : 수연 역
- 이호재 : 노의사 역
- 김영애 : 노의사 부인 역
- 이매리 : 김 간호사 역
- 루나 : 알퐁스 역
- 최민서 : 영삼 역
- 김애경 : 슈퍼 아줌마 역
- 한예린 : 소하 역
- 김경수 : 차장 역
- 공정환 : 직원 1 역
- 엄효섭 : 직원 2 역
- 김민교 : 직원 4 역
- 공형진 : 진수 역
- 박웅 (특별출연)
- 박혜경 (특별출연)